# Banco BPM
Der Banco BPM S.p.A. ist ein italienisches Kreditinstitut mit Sitz in Mailand und Verona. Das Unternehmen ist an der Borsa Italiana im Leitindex FTSE MIB gelistet.

## Geschichte
Die Bank entstand zum 1. Januar 2017 durch die Fusion der Banca Popolare di Milano (BPM) aus Mailand mit dem Banco Popolare aus Verona. Diese beiden Vorgängerinstitute waren ihrerseits im FTSE MIB gelistet. Das Unternehmen stellt nach der Bilanzsumme die drittgrößte Bank Italiens nach Intesa Sanpaolo und Unicredit dar und rangiert somit vor der BPER Banca und Banca Monte dei Paschi di Siena. Die Hauptsitze der Vorgängerbanken in Mailand und Verona werden auch nach der Fusion weiter genutzt und kennzeichnen die starke Verankerung in Norditalien.
Im November 2024 gab die Unicredit ein Angebot zur Übernahme des Banco BPM ab. Unicredit bot hierbei zehn Milliarden Euro für den Wettbewerber. Im Juli 2025 zog Unicredit das Angebot zurück.